# Wskaźnik de Ritisa
Wskaźnik de Ritisa (AST/ALT) – współczynnik określający stosunek poziomu (aktywności) aminotransferazy asparaginianowej (AST) do poziomu aminotransferazy alaninowej (ALT).
Wskaźnik został opisany w 1957 roku przez włoskiego lekarza hepatologa Fernando de Ritisa (1911–1985).
Wskaźnika de Ritisa nie wylicza się w warunkach prawidłowych (gdy aktywność AST i ALT mieści się w normie). Ponadto, ma on co najwyżej niewielkie (jeśli nie żadne) znaczenie przy bardzo dużym (więcej niż 15-krotnym) przekroczeniu norm aminotransferaz. Przydatność diagnostyczna wyliczania wskaźnika de Ritisa jest największa przy umiarkowanym (mniej niż 5-krotnym) przekroczeniu norm aminotransferaz i wówczas:
- wskaźnik niższy od jedności (AST < ALT) sugeruje takie choroby miąższu wątroby, jak:
  - wirusowe zapalenia wątroby (ostre i przewlekłe),
  - hemochromatoza,
  - uszkodzenia polekowe i toksyczne[3],
  - niealkoholowe stłuszczeniowe zapalenie wątroby[4],
  - autoimmunologiczne zapalenie wątroby;
- wskaźnik powyżej jedności (AST > ALT) sugeruje:
  - toksyczne uszkodzenie wątroby
    - alkoholową chorobę wątroby[4],
    - uszkodzenia polekowe,

  - dokonaną marskość wątroby (niezależnie od przyczyny),
  - inną (pozawątrobową) przyczynę
    - hemolizę,
    - choroby mięśni,
    - choroby tarczycy.